# Projeto Estruturado
Em engenharia de software, projeto estruturado é um método onde separa-se de forma hierárquica e determina-se quais projetos melhor solucionarão um problema. A atividade da especificação das atividades que compõem um modelo funcional de transformação das necessidades do usuário. São provenientes das fases de análise e diagramação e de plano de implementação.